# Kuomintang

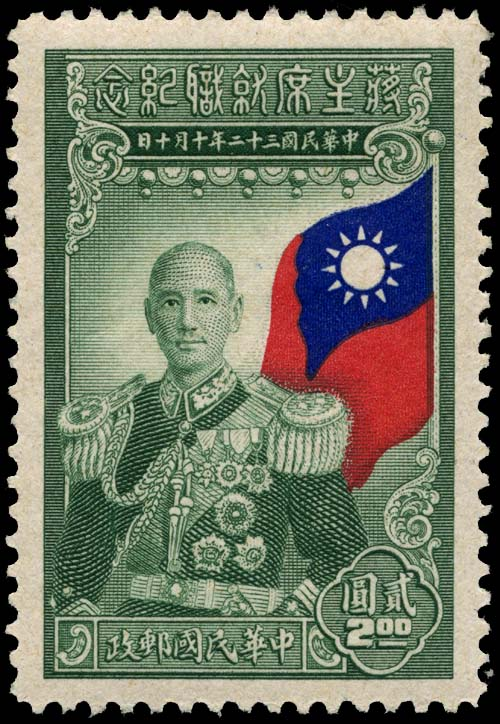
Čankajšek s vlajkou Čínské republiky na poštovní známce z roku 1945. Modrý kanton vlajky tvoří symbol Kuomintangu.

Kuomintang (tradiční znaky: 中國國民黨; zjednodušené znaky: 中国国民党; pinyin: Zhōngguó Guómíndǎng; českým přepisem Čung-kuo Kuo-min-tang) neboli Čínská národní strana, známá též pod zkratkou KMT, je čínská konzervativní politická strana působící dnes v Čínské republice na Tchaj-wanu.
Jeho představitelem byl až do své smrti v roce 1925 revolucionář Sunjatsen, jehož dědictvím jsou tzv. Tři lidové principy. Po Sunovi vedl Kuomintang v letech (1926–1927) a (1933–1975) generál Čankajšek. Čankajšek zemřel v r. 1975 a předsedou Kuomintangu se stal jeho syn Ťiang Ťing-kuo. Po Ťiangově smrti v r. 1988 nastoupil Ťiangův viceprezident rodilý Tchajwanec Li Teng-chuej. Li byl v devadesátých letech také prezidentem Čínské republiky. Jako zastánce samostatnosti Tchaj-wanu a v souvislosti se založením opoziční Tchajwanské unie solidarity byl v roce 2001 z Kuomintangu vyloučen. Po roce 2000 se vystřídalo přibližně 5 předsedů strany.
Od roku 1912 do konce 40. let 20. století byl Kuomintang vládnoucí stranou v rámci celé Číny[zdroj?]. Od roku 1949 až do konce 80. let vládl Kuomintang formou „jedna strana“ totalitnímu režimu na Tchaj-wanu.
Od poloviny osmdesátých let dochází k postupné demokratizaci a tchajwanizaci Kuomintangu. V roce 1986 byla založena v rámci Tangwajského (黨外) hnutí liberální Demokratická pokroková strana (do roku 1991 ilegální), jež se hlásí k tchajwanské nezávislosti a která na Tchaj-wanu vládla v letech 2000–2008 a od roku 2016. V roce 1994 se od Kuomintangu oddělila ultrakonzervativní Nová strana, dnes spolu s Kuomintangem a Stranou lid především (založena v r. 2000) součást Panmodré koalice. V roce 2008 prezidentské volby vyhrál opět Kuomintang se svým konzervativním programem.

## Historie
KMT sleduje své ideologické a organizační kořeny k práci Sunjatsena, zastánce čínského nacionalismu a demokracie, který v Honolulu, hlavním městě Havajské republiky, založil 24. listopadu 1894 Společnost pro znovuoživení Číny (Sing-čung-chuej). V roce 1905 Sunjatsen spojil své síly s dalšími antimonarchistickými společnostmi v Tokiu, v Japonském císařství, aby 20. srpna 1905 vytvořil Tchung-meng-chuej, skupinu, která se zavázala svrhnout dynastii Čching a zřídit republikovou vládu.[zdroj?]
Skupina plánovala a podporovala Sinchajskou revoluci v roce 1911 a založení Čínské republiky 1. ledna 1912. Sunjatsen však neměl vojenskou moc a postoupil prozatímní prezidentství republiky Jüan Š’-kchajovi, který 12. února uspořádal abdikaci posledního císaře Pchu-iho.[zdroj?]
Nacionalistická strana vznikla 25. srpna 1912 v Chukuangské spolkové hale v Pekingu, kde se sloučila Čínská aliance a pět menších prorevolucionářských stran, aby ovlivnily první národní volby. Sunjatsen byl vybrán jako předseda strany a jeho zástupcem se stal Chuang Sing.
Jedním z nejvlivnějších členů strany byl Sung Ťiao-žen, který mobilizoval masovou podporu k obhájení ústavní parlamentní demokracie. Nacionalisté vyhráli drtivou většinu prvních voleb do Národního shromáždění Čínské republiky v prosinci 1912.[zdroj?]
Jüan Š’-kchaj však brzy začal při přijímání prezidentských rozhodnutí ignorovat parlament. Sung Ťiao-žen byl zavražděn v Šanghaji v roce 1913. Členové Nacionalistické strany vedení Sunjatsenem měli podezření, že vraždu Sung Ťiao-žena zinscenoval Jüan Š’-kchaj, a tak v červenci roku 1913 zorganizovali takzvanou Druhou revoluci. Povstání na svržení Jüan Š’-kchaje ale selhalo.
Jüan Š’-kchaj se v prosinci 1915 prohlásil za císaře. Mezitím Sunjatsen v exilu v Japonsku založil 8. července 1914 Čínskou revoluční stranu, ale mnoho z jeho bývalých spolupracovníků, včetně Chuang Singa, Wang Ťing-weje, Chu Chan-mina a Čchen Ťiung-minga se k němu odmítlo připojit nebo podpořit jeho úsilí při podněcování ozbrojených sil povstání proti Jüan Š’-kchajovi. Ke vstupu do Revoluční strany museli členové složit přísahu osobní loajality vůči Sunjatsenovi, což mnoho bývalých revolucionářů považovalo za nedemokratické a odporující duchu revoluce.[zdroj?]
Sunjatsen se vrátil do Číny v roce 1917 založit vojenskou juntu v Kantonu, aby oponoval Pchejjangské armádě, ale byl brzy vyhnán do Šanghaje. V Šanghaji, se znovu obnovenou podporou vzkřísil 10. října 1919 Kuomintang pod názvem Čínská národní strana (中國國民黨) a v roce 1920 založil v Kantonu jeho ústředí.[zdroj?]